# ГЕС Тідонг I
ГЕС Тідонг I — гідроелектростанція, що споруджується на півночі Індії у штаті Гімачал-Прадеш. Використовуватиме ресурс із річки Тідонг (Tidong Khad), лівої притоки Сатледжу, який в свою чергу є лівою притокою Інду.
У межах проекту річку перекриють бетонною греблею висотою 10 метрів, яка потребуватиме 38 тис. м3 матеріалу та утримуватиме водосховище з об'ємом 237 тис. м3. Звідси ресурс потраплятиме до дериваційного тунелю довжиною 8,5 км, котрий переходитимуть у напірний водовід довжиною 1,2 км з діаметром 2,5 метра. В системі також працюватиме вирівнювальний резервуар висотою 120 метрів.
Станцію обладнають двома турбінами типу Пелтон потужністю по 51 МВт, які використовуватимуть номінальний напір у 600 метрів (максимальний до 605 метрів) та забезпечуватимуть виробництво 358 млн кВт-год електроенергії на рік.
Відпрацьована вода по відвідному тунелю довжиною 50 метрів повертатиметься до Тідонгу за кілька десятків метрів до його впадіння в Сатледж.